# جام باشگاه‌های جهان ۲۰۱۱
جام باشگاه‌های جهان ۲۰۱۱ (با نام رسمی جام باشگاه‌های جهان ژاپن ۲۰۱۱ که توسط تویوتا حمایت مالی شد) یک تورنمنت فوتبال بود که از ۸ تا ۱۸ دسامبر ۲۰۱۱ در ژاپن برگزار شد. این هشتمین دوره جام باشگاه‌های جهان بود، مسابقاتی که فیفا بین برندگان شش کنفدراسیون قاره‌ای و همچنین قهرمان لیگ کشور میزبان سازماندهی شده بود.
پس از میزبانی امارات متحده عربی در سال ۲۰۰۹ و ۲۰۱۰، حقوق میزبانی نسخه ۲۰۱۱ به ژاپن بازگشت. سپ بلاتر، رئیس فیفا، در سفر به ژاپن در ۲۳ مه ۲۰۱۱ تأیید کرد که با وجود زلزله و سونامی توهوکو ۲۰۱۱، ژاپن به عنوان میزبان مسابقات باقی خواهد ماند.
مدافع عنوان قهرمانی، اینتر میلان به دلیل حذف در مرحله یک‌چهارم نهایی لیگ قهرمانان اروپا ۱۱–۲۰۱۰ واجد شرایط نشد. برنده نهایی آن رقابت‌ها، باشگاه اسپانیایی بارسلونا، قهرمان جام باشگاه‌های جهان شد و در نیمه نهایی با نتیجه ۴ بر ۰ مقابل باشگاه السد قطر پیروز شد، قبل از پیروزی دیگری با همین اختلاف مقابل باشگاه سانتوس برزیل در فینال.

## انتخاب میزبان
کمیته اجرایی فیفا ژاپن را به عنوان میزبان مسابقات ۲۰۱۱ و ۲۰۱۲ در ۲۷ مه ۲۰۰۸ طی نشست خود در سیدنی، استرالیا منصوب کرد.
- ژاپن
- اسپانیا
- بولیوی
- پرو
- آرژانتین

## تیم‌های حاضر
| تیم                               | کنفدراسیون         | صلاحیت                                | حضور                     |
| ورود در نیمه نهایی                | ورود در نیمه نهایی | ورود در نیمه نهایی                    | ورود در نیمه نهایی       |
| --------------------------------- | ------------------ | ------------------------------------- | ------------------------ |
| بارسلونا                          | یوفا               | قهرمان لیگ قهرمانان اروپا ۱۱–۲۰۱۰     | سومین (قبلی: ۲۰۰۶, ۲۰۰۹) |
| سانتوس                            | کونمبول            | قهرمان جام لیبرتادورس ۲۰۱۱            | اولین                    |
| ورود در یک‌چهارم نهایی             |                    |                                       |                          |
| السد                              | ای‌اف‌سی             | قهرمان لیگ قهرمانان آسیا ۲۰۱۱         | اولین                    |
| اسپرانس تونس                      | کاف                | قهرمان لیگ قهرمانان آفریقا ۲۰۱۱       | اولین                    |
| مونتری                            | کونکاکاف           | قهرمان لیگ قهرمانان کونکاکاف ۱۱–۲۰۱۰  | اولین                    |
| ورود در پلی آف برای یک‌چهارم نهایی |                    |                                       |                          |
| اوکلند سیتی                       | اواف‌سی             | قهرمان لیگ قهرمانان اقیانوسیه ۱۱–۲۰۱۰ | سومین (قبلی: ۲۰۰۶, ۲۰۰۹) |
| کاشیوا ریسول                      | ای‌اف‌سی (میزبان)    | قهرمان جی‌لیگ ۲۰۱۱                     | اولین                    |

## داوران
| کنفدراسیون | داوران          | کمک داوران                              |
| ---------- | --------------- | --------------------------------------- |
| ای‌اف‌سی     | روشن ایرماتوف   | عبدالخامدالله رسولوف بهادر کوچکاروف     |
| ای‌اف‌سی     | یوییچی نیشیمورا | توشیوکی ناگی تارو ساگارا                |
| کاف        | نوماندیز دوئه   | سونگویفولو یئو جبریل کامارا             |
| کونکاکاف   | جول آگویلار     | ویلیام تورس مجیا خوان فرانسیسکو زومبا   |
| کونمبول    | انریکه اوسز     | فرانسیسکو موندریا کارلوس الکسیس آستروزا |
| اواف‌سی     | پیتر اولری      | ژان-هندریک هینتز راوینش کومار           |
| یوفا       | نیکولا ریتزولی  | رناتو فاورانی آندره‌آ استفانی            |

## بازیکنان
هر تیم اجازه داشت ۲۳ بازیکن را معرفی کند که حداقل سه بازیکن باید دروازه‌بان می‌بودند.

## ورزشگاه‌ها
| تویوتا                                                                    | یوکوهاما                                                                  |
| ------------------------------------------------------------------------- | ------------------------------------------------------------------------- |
| ورزشگاه تویوتا                                                            | ورزشگاه بین‌المللی یوکوهاما                                                |
| ۳۵°۰۵′۰۴٫۰۲″ شمالی ۱۳۷°۱۰′۱۴٫۰۲″ شرقی / ۳۵٫۰۸۴۴۵۰۰°شمالی ۱۳۷٫۱۷۰۵۶۱۱°شرقی | ۳۵°۳۰′۳۶٫۱۶″ شمالی ۱۳۹°۳۶′۲۲٫۴۹″ شرقی / ۳۵٫۵۱۰۰۴۴۴°شمالی ۱۳۹٫۶۰۶۲۴۷۲°شرقی |
| گنجایش: ۴۵,۰۰۰                                                            | گنجایش: ۷۲,۳۲۷                                                            |
|                                                                           |                                                                           |
| یوکوهاماتویوتاجام باشگاه‌های جهان ۲۰۱۱ (ژاپن) ·                            |                                                                           |

## مسابقات
قرعه کشی در ۱۷ نوامبر در ناگویا برگزار شد تا "موقعیت" سه تیم راه یافته به مرحله یک چهارم نهایی تعیین شود: السد (ای‌اف‌سی)، اسپرانس تونس (کاف) و مونتری (کونکاکاف).
اگر یک مسابقه بعد از زمان عادی بازی مساوی می‌شد:
- برای مسابقات حذفی وقت اضافه انجام می‌شد. اگر بعد از وقت اضافه باز هم مساوی بود، ضربات پنالتی برای تعیین برنده انجام می‌شد.
- برای مسابقه مقام سوم و پنجم وقت اضافه انجام نمی‌شد و برای تعیین برنده، ضربات پنالتی انجام می‌شد.

|  | پلی آف               | پلی آف             |                      |              | یک‌چهارم نهایی      | یک‌چهارم نهایی      |         |         | نیمه نهایی | نیمه نهایی |  |  | فینال                | فینال                |
|  | ۸ دسامبر – تویوتا    |                    |                      |              |                    |                    |         |         |            |            |  |  |                      |                      |
|  | کاشیوا ریسول         | ۲                  |                      |              | ۱۱ دسامبر – تویوتا | ۱۱ دسامبر – تویوتا |         |         |            |            |  |  |                      |                      |
|  | کاشیوا ریسول         | ۲                  |                      |              | ۱۱ دسامبر – تویوتا | ۱۱ دسامبر – تویوتا |         |         |            |            |  |  |                      |                      |
|  | اوکلند سیتی          | ۰                  |                      |              | کاشیوا ریسول (پ)   | ۱ (۴)              |         |         |            |            |  |  |                      |                      |
|  | اوکلند سیتی          | ۰                  | ۱۴ دسامبر – تویوتا   |              | کاشیوا ریسول (پ)   | ۱ (۴)              |         |         |            |            |  |  |                      |                      |
|  |                      |                    |                      |              | مونتری             | ۱ (۳)              |         |         |            |            |  |  |                      |                      |
|  | کاشیوا ریسول         | ۱                  |                      |              | مونتری             | ۱ (۳)              |         |         |            |            |  |  |                      |                      |
|  | کاشیوا ریسول         | ۱                  |                      |              |                    |                    |         |         |            |            |  |  |                      |                      |
|  |                      |                    | سانتوس               | ۳            |                    |                    |         |         |            |            |  |  |                      |                      |
|  |                      |                    | سانتوس               | ۳            |                    |                    |         |         |            |            |  |  |                      |                      |
|  |                      |                    | ۱۸ دسامبر – یوکوهاما |              |                    |                    |         |         |            |            |  |  |                      |                      |
|  |                      |                    |                      |              |                    |                    |         |         |            |            |  |  |                      |                      |
|  | سانتوس               | ۰                  |                      |              |                    |                    |         |         |            |            |  |  |                      |                      |
|  | سانتوس               | ۰                  | ۱۱ دسامبر – تویوتا   |              |                    |                    |         |         |            |            |  |  |                      |                      |
|  |                      | بارسلونا           | ۴                    |              |                    |                    |         |         |            |            |  |  |                      |                      |
|  |                      |                    | ۴                    | اسپرانس تونس | ۱                  |                    |         |         |            |            |  |  |                      |                      |
|  | ۱۵ دسامبر – یوکوهاما |                    |                      | اسپرانس تونس | ۱                  |                    |         |         |            |            |  |  |                      |                      |
|  |                      | السد               | ۲                    |              |                    |                    |         |         |            |            |  |  |                      |                      |
|  | السد                 | السد               | ۲                    | ۰            |                    |                    |         |         |            |            |  |  |                      |                      |
|  | السد                 | مقام پنجم          | مقام پنجم            | ۰            |                    |                    | رده‌بندی | رده‌بندی |            |            |  |  |                      |                      |
|  |                      | مقام پنجم          | مقام پنجم            |              | بارسلونا           | ۴                  | رده‌بندی | رده‌بندی |            |            |  |  |                      |                      |
|  | مونتری               | ۳                  | کاشیوا ریسول         | ۰ (۳)        | بارسلونا           | ۴                  |         |         |            |            |  |  |                      |                      |
|  | مونتری               | ۳                  | کاشیوا ریسول         | ۰ (۳)        |                    |                    |         |         |            |            |  |  |                      |                      |
|  | اسپرانس تونس         | ۲                  | السد (پ)             | ۰ (۵)        |                    |                    |         |         |            |            |  |  |                      |                      |
|  | اسپرانس تونس         | ۲                  | السد (پ)             | ۰ (۵)        |                    |                    |         |         |            |            |  |  |                      |                      |
|  | ۱۴ دسامبر – تویوتا   | ۱۴ دسامبر – تویوتا |                      |              |                    |                    |         |         |            |            |  |  | ۱۸ دسامبر – یوکوهاما | ۱۸ دسامبر – یوکوهاما |

تمامی زمان‌ها زمان استاندارد ژاپن (یوتی‌سی ۹:۰۰+) هستند.

### پلی آف برای یک‌چهارم نهایی
| کاشیوا ریسول          | ۲–۰   | اوکلند سیتی |
| --------------------- | ----- | ----------- |
| تاناکا ۳۷' · کودو ۴۰' | گزارش |             |

### یک‌چهارم نهایی
| اسپرانس تونس | ۱–۲   | السد                 |
| ------------ | ----- | -------------------- |
| الدراجی ۶۰'  | گزارش | خلفان ۳۳' · کونی ۴۹' |

| کاشیوا ریسول                                 | ۱–۱ (و.ا.) | مونتری                                 |
| -------------------------------------------- | ---------- | -------------------------------------- |
| دومینگس ۵۳'                                  | گزارش      | سوازو ۵۸'                              |
| ضربات پنالتی                                 |            |                                        |
| دومینگس · واگنر · کوریساوا · تاناکا · هایاشی | ۴–۳        | پرز · سوازو · آیووی · اوروزکو · دلگادو |

### مسابقه مقام پنجم
| مونتری                               | ۳–۲   | اسپرانس تونس                      |
| ------------------------------------ | ----- | --------------------------------- |
| میر ۳۹' · ده نیگریس ۴۴' · زاوالا ۴۷' | گزارش | ندجینگ ۳۱' · المولهی ۷۶' (پنالتی) |

### نیمه نهایی
| کاشیوا ریسول | ۱–۳   | سانتوس                              |
| ------------ | ----- | ----------------------------------- |
| ساکای ۵۴'    | گزارش | نیمار ۱۹' · بورژیس ۲۴' · دانیلو ۶۳' |

| السد | ۰–۴   | بارسلونا                                |
| ---- | ----- | --------------------------------------- |
|      | گزارش | آدریانو ۲۵'، ۴۳' · کیتا ۶۴' · مکسول ۸۱' |

### رده بندی
| کاشیوا ریسول                         | ۰–۰   | السد                                  |
| ------------------------------------ | ----- | ------------------------------------- |
|                                      | گزارش |                                       |
| ضربات پنالتی                         |       |                                       |
| یورگی واگنر · ساوا · هایاشی · اوتانی | ۳–۵   | نیانگ · کیتا · ماجد · الهیدوس · بلحاج |

### فینال
| سانتوس | ۰–۴   | بارسلونا                              |
| ------ | ----- | ------------------------------------- |
|        | گزارش | مسی ۱۷'، ۸۲' · ژاوی ۲۴' · فابرگاس ۴۵' |

## قهرمان
| قهرمان جام باشگاه‌های جهان ۲۰۱۱ |
| ------------------------------ |
| بارسلونا                       |
| دومین قهرمانی                  |

## گلزنان
| رتبه | بازیکن          | تیم          | گل‌ها |
| ---- | --------------- | ------------ | ---- |
| ۱    | آدریانو         | بارسلونا     | ۲    |
| ۱    | لیونل مسی       | بارسلونا     | ۲    |
| ۳    | خلفان ابراهیم   | السد         | ۱    |
| ۳    | عبدالله کونی    | السد         | ۱    |
| ۳    | مکسول           | بارسلونا     | ۱    |
| ۳    | سیدو کیتا       | بارسلونا     | ۱    |
| ۳    | سسک فابرگاس     | بارسلونا     | ۱    |
| ۳    | ژاوی            | بارسلونا     | ۱    |
| ۳    | اسامه الدراجی   | اسپرانس تونس | ۱    |
| ۳    | خالد المولهی    | اسپرانس تونس | ۱    |
| ۳    | یانیک ندجینگ    | اسپرانس تونس | ۱    |
| ۳    | لئاندرو دومینگس | کاشیوا ریسول | ۱    |
| ۳    | ماساتو کودو     | کاشیوا ریسول | ۱    |
| ۳    | هیروکی ساکای    | کاشیوا ریسول | ۱    |
| ۳    | جونیا تاناکا    | کاشیوا ریسول | ۱    |
| ۳    | آلدو ده نیگریس  | مونتری       | ۱    |
| ۳    | هیرام میر       | مونتری       | ۱    |
| ۳    | هومبرتو سوازو   | مونتری       | ۱    |
| ۳    | خسوس زاوالا     | مونتری       | ۱    |
| ۳    | بورژیس          | سانتوس       | ۱    |
| ۳    | دانیلو          | سانتوس       | ۱    |
| ۳    | نیمار           | سانتوس       | ۱    |

## جوایز
| توپ طلای آدیداس جایزه تویوتا | توپ نقره آدیداس | توپ برنز آدیداس |
| ---------------------------- | --------------- | --------------- |
| لیونل مسی (بارسلونا)         | ژاوی (بارسلونا) | نیمار (سانتوس)  |
| جایزه بازی جوانمردانه        |                 |                 |
| بارسلونا                     |                 |                 |